# Дімс Тейлор
Джозеф Дімс Тейлор (22 грудня 1885, Нью-Йорк — 3 липня 1966, там само) — американський композитор, музичний критик і музичний письменник, редактор. Член Національного інституту мистецтв і літератури.

## Біографія
Спочатку планував стати архітектором. У 1906 році закінчив Нью-Йоркський університет, потім в 1908—1911 роках вивчав музично-теоретичні предмети під керівництвом О. Куна.
У 1921 році Тейлор отримав посаду музичного критика в «New York World». Публікувався в різних журналах і енциклопедіях. Автор музично-критичних статей. Пропагандист музики.
У 1927—1929 роках редагував журнал «Musical America» («Музична Америка»), в 1936—1943 роках був музичним радіокоментатором.
У 1942—1948 роках був президентом Американського товариства композиторів, авторів і видавців.
Дебютував, як композитор в 1916 році з кантатою «The Chambered Nautilus», за якою слідувала сюїта «Through the Looking-Glass» («У задзеркаллі», перший музичний твір публічно виконаний В. Дамрошем в Нью-Йорку, за Л. Керролом, 1922). У 1918 році отримав громадську похвалу і визнання. На замовлення Метрополітен-опера в 1927 році написав оперу «The King's Henchman» («Королівський блазень-горбань») на лібрето Е. Міллея. У 1929 році написав оперу «Peter Ibbetson» («Пітер Іббетсон», яка була поставлена в Метрополітен-опера в 1931 році), лібрето опери написав у співавторстві з Констансом Колльєрем.
У своїх музичних творах вдавався до джазу; в деяких його творах відчутні риси гумору, часто вони дотепні.
У 1940 році Дімс Тейлор брав участь у створенні повнометражного музичного мультфільму Волта Діснея «Фантазія», в якому грав самого себе, був технічним радником і читав текст у вступах для кожного сегмента програми.
Ще за життя Д. Д. Тейлора називали «деканом американської музики».
Похований на цвинтарі Кенсіко.

## Пам'ять
- У 1967 році заснована премія Deems Taylor Awards Американського товариства композиторів, авторів і видавців.
- У 1994 році у фільмі «Місіс Паркер і порочне коло» роль Д. Д. Тейлора зіграв актор Джеймс ЛеҐрос.

## Вибрані музичні твори
- опери (всі поставлені в Нью-Йорку):
  - Відлуння («The echo» — музична комедія, 1909)
  - Королівський блазень-горбань («The King's Henchman», 1927)
  - Пітер Іббетсон («Peter Ibbetson», 1931)
  - Дракон («The dragon», 1958);
- кантати для голосу, хору і оркестру, в тому числі Розбійник («The highwayman», 1914, 1950);
- для оркестру — симфонічні поеми, сюїти, в тому числі Цирк приїхав («Circus day», 1933);
- джазові композиції, оркестровка Ф. Гроф, 1925, Різдвяна увертюра («A Christmas overture», 1943);
- хори;
- музика до вистав драматичного театру та ін.

## Вибрані літературні твори
- Of men and music, NY, 1937;
- The well-tempered listener, NY, 1940;
- Some enchanted evenings…, NY, 1953.